# Stephanopachys himalayanus
Stephanopachys himalayanus är en skalbaggsart som beskrevs av Pierre Lesne 1932. Stephanopachys himalayanus ingår i släktet Stephanopachys och familjen kapuschongbaggar. Inga underarter finns listade i Catalogue of Life.